# 山形龍司
山形 龍司（やまがた りゅうじ、1960年7月23日 - ）は、日本のプロデューサー、演出家。株式会社LATEGRA 代表取締役。

## 経歴
1998年 - 2007年に総合格闘技イベントの演出をはじめ、舞台やステージの演出プロデュースを行う。
2009年からドワンゴの「ニコニコ大会議」の総合演出を担当。2010年、前所属会社を退職し、株式会社Lateensail Japanを設立。2011年にはドワンゴのライブハウスnicofarre（六本木）を企画デザインから設計施工プロデュースを行い、360度LEDによるライブスペース、最新の ARシステムなどを導入。nicofarreオープン以降はLateensail Japan（2017年からはLateensail＆ Livegraphics ）がオペレーションマネージメントを行っている。
2013年からアジアNo.1 総合格闘技イベント「ONE FIGHTING CHAMPIONSHIP」の大会アドバイザー、映像演出制作を担当。
2015年、VR/AR技術専門の株式会社Livegraphicsの取締役会長に就任。中国市場において最新のテクノロジーを利用した、ステージ演出やアトラクション施設の企画プロデュースを担当。
2016年、「ニコニコ超会議2016」で「超歌舞伎」「(主演：中村獅童、初音ミク)『ACCインタラクティブ部門　ブロンズ受賞』」の テクニカル演出プロデュースを担当。日本の伝統芸能、歌舞伎とバーチャルシンガー初音ミクを融合した史上初のコラボレーションを成功させる。 プロジェクションマッピング、AR などとNTTの持つ最新技術「kirari!」と融合した新しいエンタテインメントとして多くの賞賛を集める。
2017年4月、「ニコニコ超会議2017」で2作目となる「超歌舞伎 花街詞合鏡（くるわことばあわせかがみ）」テクニカル演出を担当。
2017年5月、Lateensail japanとLivegraphicsの事業を統合し、企画制作から現場テクニカルまでワンストップでサービス提供可能な新会社「株式会社Lateensail＆Livegraphics（ラテンセイル アンド ライブグラフィックス）」を設立。
2018年、株式会社LATEGRA（ラテグラ）へ社名変更。

## 実績

### ステージエンターテイメント（ライブコンサート）
- 姿月あさと(元宝塚トップスター)コンサートツアー　構成演出（2000年）
- ドワンゴ「ニコニコ大会議」　LIVE EVENT総合演出（2009年/2010年）
- YOSHIMOTO LIVE STAND 2010(東京&大阪)　メインステージオープニング総合演出(2010 年)
- GACKT主演舞台「眠狂四郎無頼控」　クリエイティブディレクション&アソシエイトプロデュース &プロモーション（2010年）
- 早乙女太一2011年&2012年 新春公演「龍と牡丹vol.1」　クリエイティブプロデュース（2011年&2012年）
- 早乙女太一2011年〜2013年 新春公演「影絵」　クリエイティブプロデュース（2011年〜2013年）
- GACKT 2011年&2012年ヨーロッパツアー(ロンドン・パリ・バルセロナ・ボーフム・ミュンヘン)　映像演出（2011年&2012年）
- GACKT主演舞台「義経秘伝 ‒MOON SAGA‒」　クリエイティブディレクション&アソシエイトプ ロデュース&プロモーション（2012年）
- ドワンゴ 「小林幸子 カウントダウンライブ in nicofarre 2013」[3] （2013年）
- 小林幸子「50周年記念 小林幸子in日本武道館 〜夢の世界〜」（2014年）
- 2014 EXILE TRIBE PERFECT TOUR “TOWER OF WISH”　AR/VR（2014年）
- 小林幸子「小林幸子 世界遺産『薬師寺』復興祈願コンサート 〜歴史を守り愛しむ特別な一夜をあなたと〜」　演出（2015年）
- 第66回NHK「紅白歌合戦」 小林幸子出演パート　演出/大型衣装プロデュース（2015年）
- 許斐 剛☆サプライズLIVE〜一人テニプリフェスタ〜　AR演出（Livegraphics/2016年）
- ドワンゴ「ニコニコ超会議」　制作本部プロデューサー（2011年〜2016年）
- ドワンゴ「ニコニコ超パーティー」　演出プロデュース（2011年〜2016年）
- ドワンゴ「ニコニコ超会議2016【超歌舞伎】」　企画/製作/テクニカル演出（2016年） 「ACCインタラクティブ部門　ブロンズ受賞」

### スポーツイベント
- 総合格闘技「PRIDE」「PRIDE武士道」　総合演出/会場CG映像演出（1998年 - 2007年）
- 総合格闘技「PRIDE」　テーマ曲プロデュース（1998年、作曲：高梨康治）
- 「大晦日・男祭り」「Dynamite!!」「DREAM」[4]　総合演出/会場CG映像演出（2008年 - 2011年）
- ファイティングオペラ「ハッスル」　企画演出プロデュース（2004）

### 施設関連
- nicofarre Project　企画設計施工プロデュース＆オペレーションマネージメント（2011年）

### 放送コンテンツ
- ドワンゴ「ニコニコ動画」　LIVE配信映像制作/演出(2010年 - )
- GACKT 2011年&2012年ヨーロッパツアー(ロンドン・パリ・バルセロナ・ボーフム・ミュンヘン)　ニコニコ生放送映像制作（2011年&2012年）
- 福山雅治36時間 TV Special Live Circuit「Fighting Pose」　AR/VR（Livegraphics/2011年）
- フジテレビジョン「今夜はアリエナイト」　AR（Livegraphics/2012年）
- フジテレビジョン 「ローラと雪の女王」　AR(Livegraphics/2015 年)
- ドワンゴ「池袋ハロウィンコスプレフェス2015」　AR演出（Livegraphics/2015年）

### その他
- トヨタ自動車 各種インセンティブパーティーイベント　企画/制作/LIVE&映像演出(2010年 - )

## 海外での活動
- 総合格闘技イベント「OFC (ONE FIGHTING CHAMPIONSHIP)」　大会アドバイザー/映像演出(2012年 - /アジア各国)
- STARHUB「STARHUB TVB AWARD 2012 @マリナベイサンズ」　オープニングAR演出（2012年/シンガポール）
- Asia Young Collection in Shanghai 2014　総合演出（2014年/中国）
- ALPHAホログラム記者発表ステージ　企画/総合演出（2015年/中国）
- ミラクル7号（長江7号・監督：チャウシンチー）のキャラクターを使った室内テーマパーク　企画/総合プロデュース/企画（2015年/中国）

## 取材
- 中国投資家が熱烈ラブコール、世界発世界一のVRシアター（『NEWS PICKS』）2016年10月10日掲載[5]